# De eeuwigheid verzameld
De eeuwigheid verzameld is de biografie van Helene Kröller-Müller (Essen, 11 februari 1869 - Otterlo, 14 december 1939). Omdat het Biografie Instituut van de Rijksuniversiteit te Groningen de beschikking kreeg over de nagelaten documenten uit de erfenis van Sam van Deventer kon Eva Rovers dit  proefschrift schrijven. Naast 3400 brieven van Helene stonden bijna alle archiefstukken tot haar beschikking. Bovendien kon ze nog met nabestaanden van Helene Kröller-Müller, Anton Kröller en Sam van Deventer spreken. Het boek bevat tevens 48 kleurenfoto’s uit de collectie van Helene Kröller-Müller, vele zwart-witfoto's en 119 pagina's noten en verwijzingen.

## Hoofdpersonen
- Helene Emma Laura Juliane Müller. Ze was op verzoek van haar vader, een staalindustrieel, getrouwd met Anton Kröller in 1888.[1] Ze kregen 4 kinderen.
- Anton  Kröller, geboren op 1 mei 1862 in Rotterdam en overleden in Hoenderloo op 5 december 1941. Hij maakte via zijn oom deel uit van de Duits-Nederlandse firma Kröller-Müller. Hij zou de firma grote voorspoed brengen om aan het eind van zijn leven te constateren dat hij weer bijna alles kwijt was geraakt.
- Sam van Deventer, geboren in Zwolle op 29 november 1888 en overleden op 3 maart 1972 in De Steeg. Hij was een kennis van Helene haar oudste dochter Helene jr. Maar de vier kinderen van Anton en Helene kwamen er al spoedig achter dat ze er een aangenomen broer bij hadden gekregen. Zowel in het bedrijf als bij het beheer van de kunstcollectie en bij  het museum genoot hij het  volledige vertrouwen van Anton en Helene. Hij ligt dan ook samen met hen begraven  op de Franse Berg in het park de Hoge Veluwe. Hij liet veel documenten na onder andere de 3400 brieven van Helene, die de basis vormden van deze biografie.
- Henk Bremmer, geboren te Leiden op 17 mei 1871 en overleden in Den Haag op 10 januari 1956. Begonnen als kunstschilder,[2] ontpopte hij zich in het begin van de twintigste eeuw als kunstpedagoog en kunstcriticus. Zijn grootste liefde ging uit naar de destijds nog vrijwel onbekende Vincent van Gogh. Via haar  dochter Helene jr.[3] kwam hij in contact met een van de rijkste Nederlandse vrouwen, Helene Kröller-Müller. Hij gidste haar in haar ambities om een collectie op te bouwen om die aan het Nederlandse volk te schenken en om daar tevens een museum voor te bouwen.
- Hendrik Petrus Berlage, geboren in Amsterdam op 21 februari 1856 en overleden in Den Haag op 12 augustus 1934. Hij  werd door Helene via haar firma, waar ze lange tijd samen met haar man beherend vennoot van was, aangenomen als bedrijfsarchitect voor een hoog salaris. Hij bouwde voor het echtpaar onder meer het Jachthuis Sint-Hubertus maar leefde in een voortdurende vorm van onenigheid met zijn opdrachtgevers. Hij nam zelf voortijdig ontslag na 6 jaar in 1919 en werd opgevolgd door een Belgische collega.
- Henry Clemens van de Velde, geboren in Antwerpen op 3 april 1863 en overleden in Zürich op 15 oktober 1957. Deze Belgische architect was wegens zijn Duitse connecties tijdens de Eerste Wereldoorlog, in zijn vaderland in ongenade gevallen. Hij nam dan ook dankbaar de opdracht aan om Berlage op te volgen. Naast vele kleinere opdrachten maakte hij het ontwerp voor het (tijdelijke} museum, het Kröller-Müller Museum, dat in 1938 werd geopend.

## Verhaal
Uit berekening en ook uit liefde trouwde Helene met Anton op 15 mei 1888. Ze woonden een tijdlang in Rotterdam en kregen samen vier kinderen. Toen de zaken beter gingen verhuisden ze naar Den Haag. Anton was inmiddels enig beherend vennoot van de Duits-Nederlandse handelsfirma Kröller-Müller geworden. Het geschetste huwelijk lijkt tot het eind toe ruim 50 jaar harmonieus, waarbij de echtgenoten elkaar een bijna totale vrijheid toevertrouwden om hun plannen te verwezenlijken. In 1913 maakte Anton Helene de tweede beherend vennoot van de firma. Hij resideerde aan het Lange Voorhout nummer 3, zijn vrouw op nummer 1.
Voor Anton betekende dat uitbreiding van de firma over vrijwel de gehele wereld, waarbij grote winsten werden gemaakt en grote verliezen werden geleden. Voor Helene kwam in 1906 opeens een wensdroom naar boven onder invloed van kunstpaus Bremmer. Terwijl Anton grote stukken grond koopt op de Veluwe, verzamelt Helene in hoog tempo een kunstverzameling, waarvan Vincent van Gogh het stralende middelpunt vormde. Langzaamaan komt het verlangen boven haar collectie in een museum te tonen en uiteindelijk aan het Nederlandse volk na te laten.
De grootse museumplannen voor een museum van 5 miljoen gulden om de ongeveer even dure collectie te huisvesten kunnen niet worden uitgevoerd als de definitieve crisis bij hun bedrijf toeslaat. Met hulp van de Staat wordt er in 1938 een voorlopig museum gebouwd voor circa 10% van de eerder voorziene kosten. Het Kröller-Müller Museum.  Na de dood van Helene en Anton rust op Sam van Deventer de zware taak om museum en kunstschatten ongeschonden de oorlog door te loodsen. Drie klassieke werken moeten aan de Duitsers worden verkocht voor 600.000 gulden, maar keren na de oorlog terug. Sam van Deventer krijgt na de oorlog zware moeilijkheden door  zijn Duitse connecties gedurende de bezetting, hoewel hij ook onderduikers liet onderduiken. Maar het museum en de collectie zijn gered en daarmee het levenswerk van Helene Kröller-Müller.

## Prijzen
- Jan van Gelderprijs 2011
- Erik Hazelhoff Roelfzema Biografieprijs 2012.